# لیفان ۵۲۰
لیفان ۵۲۰ اولین خودروی تولید شده توسط بخش خودرو گروه لیفان است که برای نخستین‌بار در سال ۲۰۰۶ در نمایشگاه خودرو پکن رونمایی شد. گرچه طراحی داخلی و خارجی آن مختص این خودرو است، اما شاسی آن برگرفته از سیتروئن زدایکس مدل سال ۱۹۹۱ است. این خودرو با ۳ نوع موتور چهارسیلندر خطی ارائه می‌شد که نوع تریتک آن دارای موتور مشترک با مینی هاچ است. این خودرو در چین، روسیه (با نام لیفان برِیز) و ایران (توسط کرمان خودرو) عرضه می‌شد که چند سالی است تولید آن به‌طور کل در ایران متوقف شده‌است.
لیفان ۵۲۰ در دو تیپ ۵۲۰ و ۵۲۰آی عرضه شد که تولید لیفان ۵۲۰ تا سال ۱۳۸۹ بود و لیفان ۵۲۰آی از سال ۱۳۸۷ تا ۱۳۹۲ تولید شد. موتور این خودرو با لیفان ۶۲۰ ۱۶۰۰ سی‌سی یکی نیست و متفاوت می باشد. لیفان ۵۲۰آی نسخه فیس‌لیفت شده ۵۲۰ است که چراغ‌های عقب آن تغییر کرده است. از لحاظ فنی و آپشن هیچ تفاوتی با همدیگر ندارند.

## نگارخانه

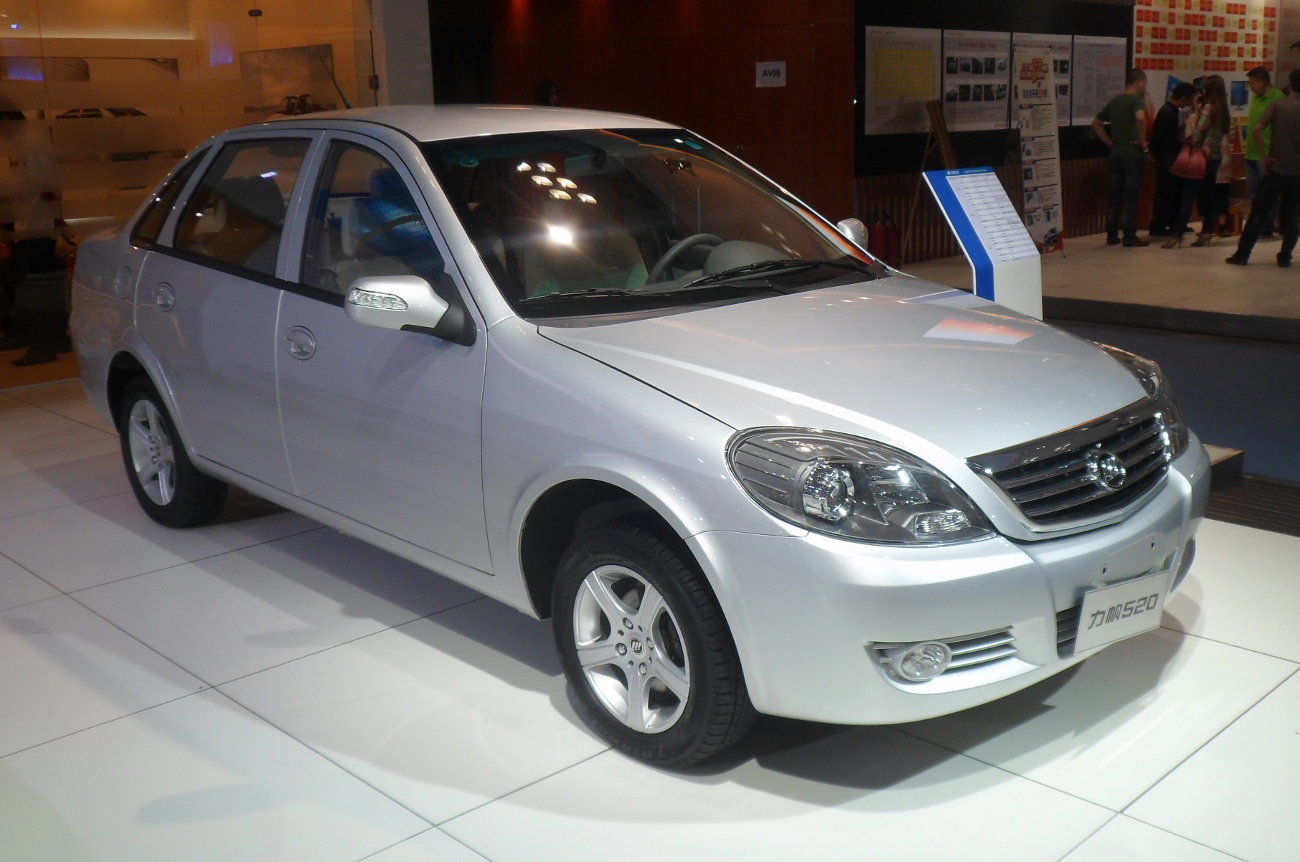
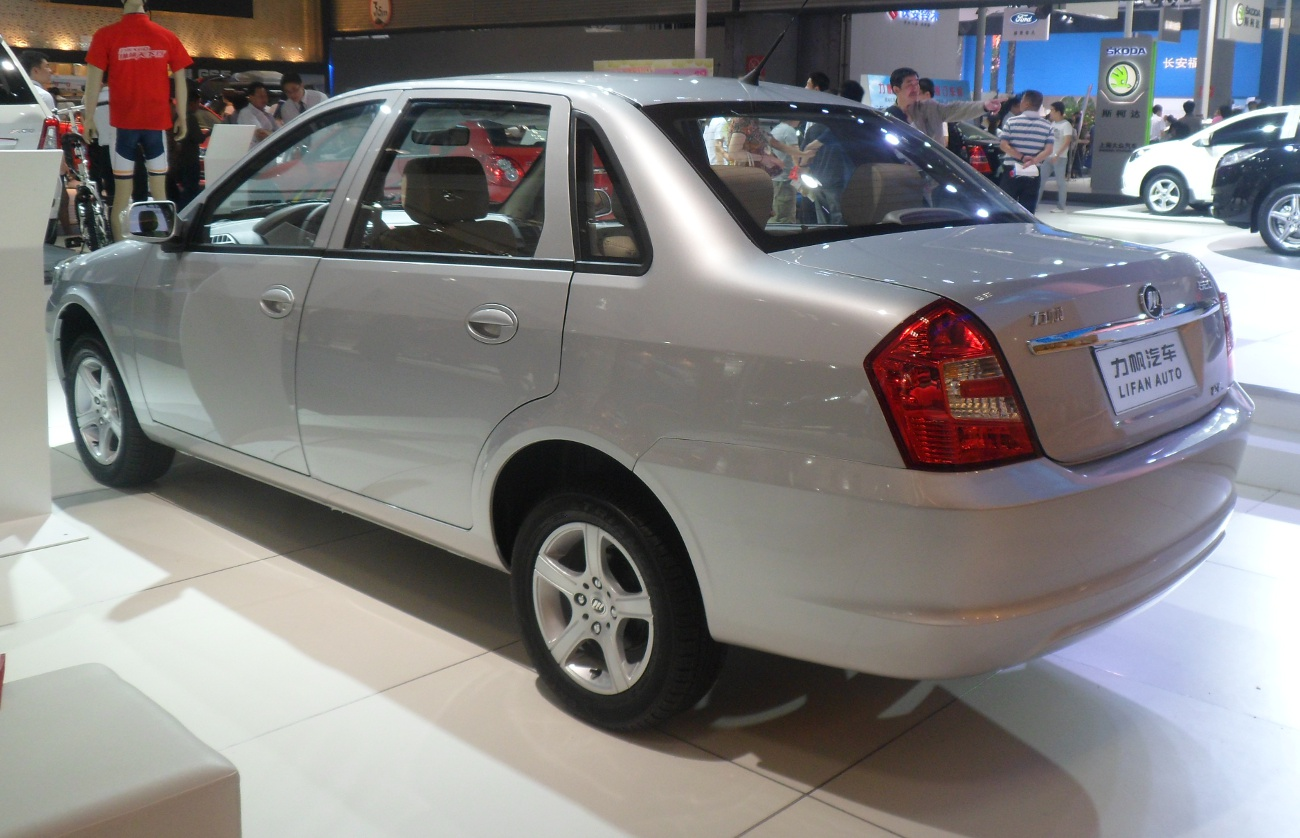
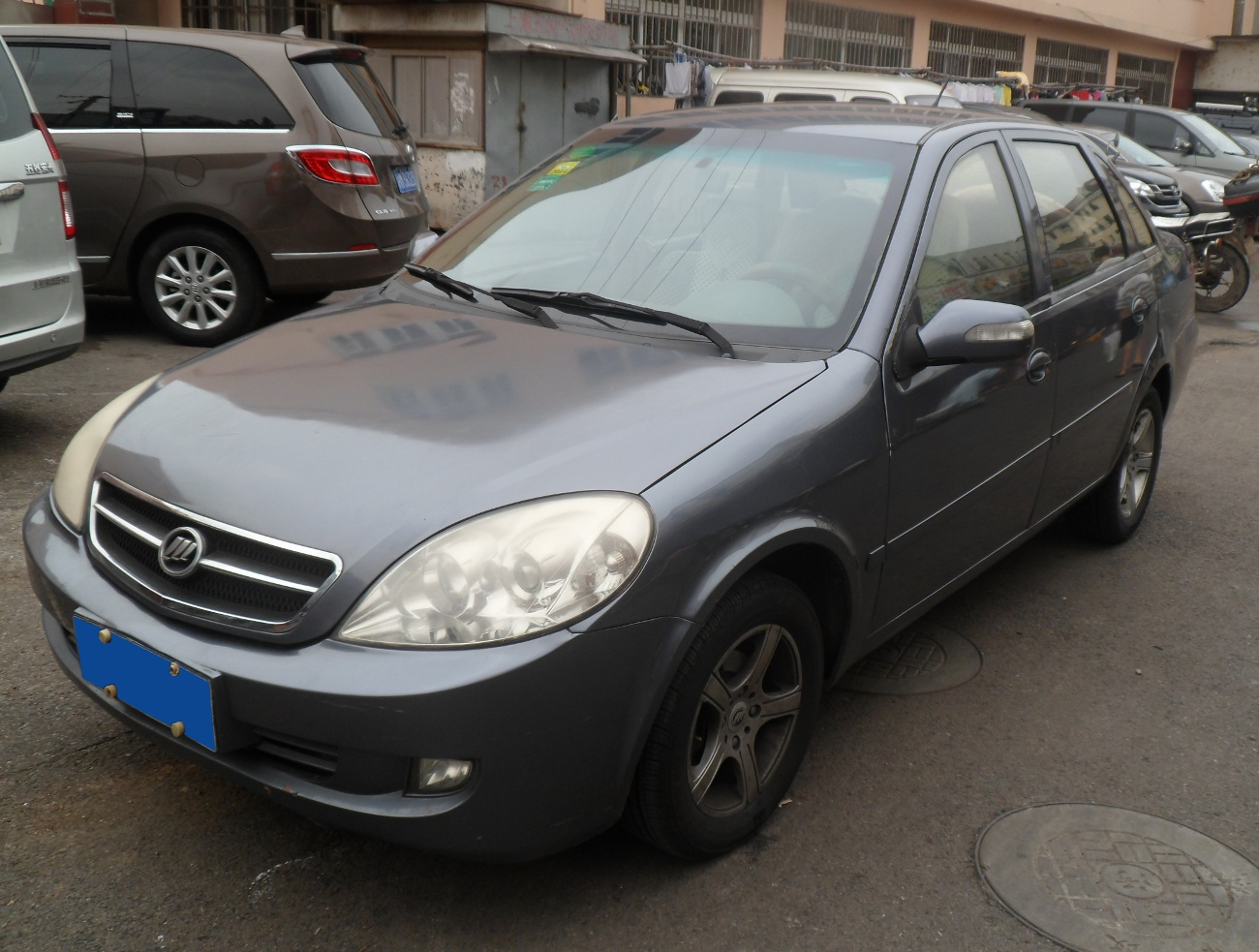
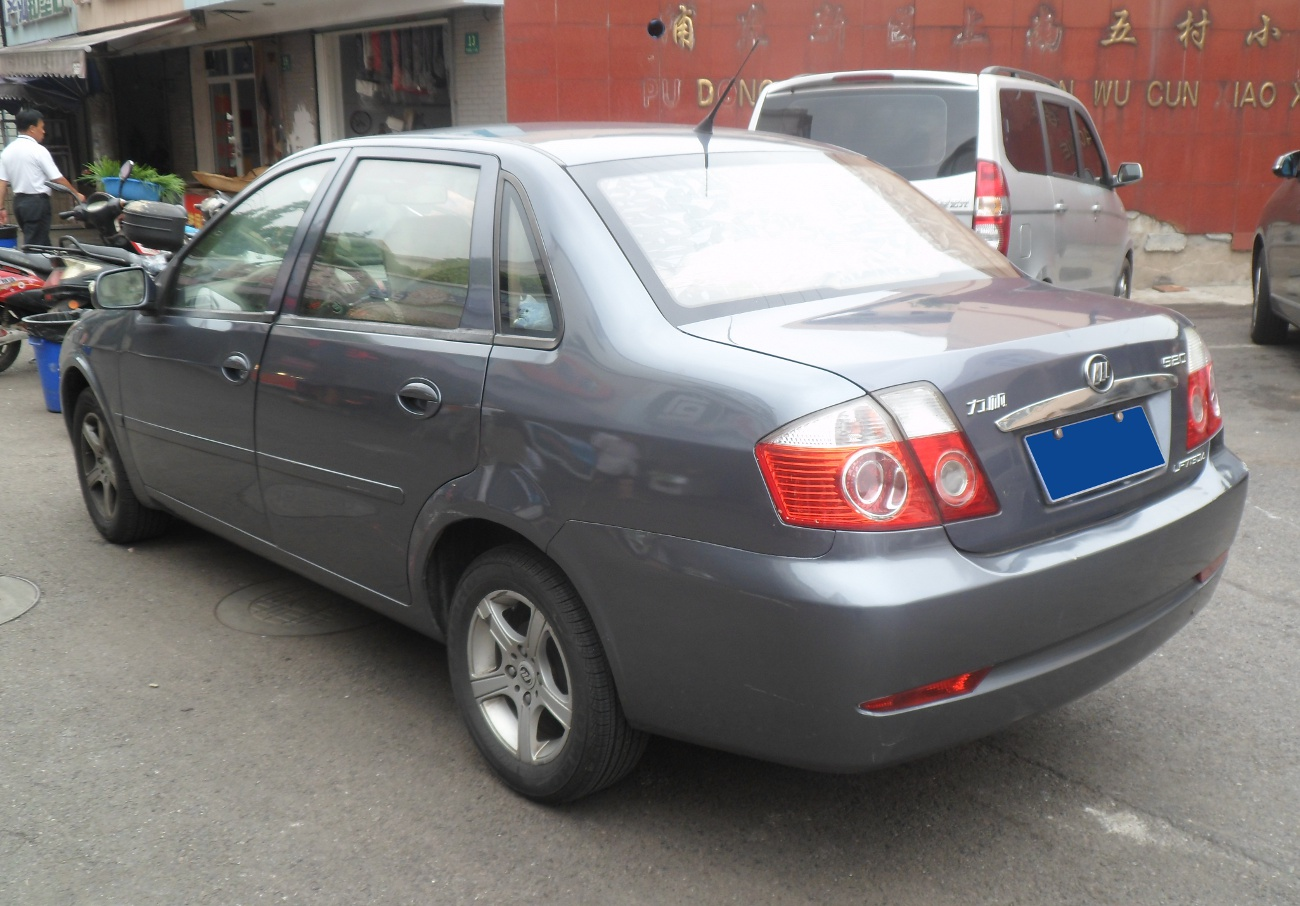
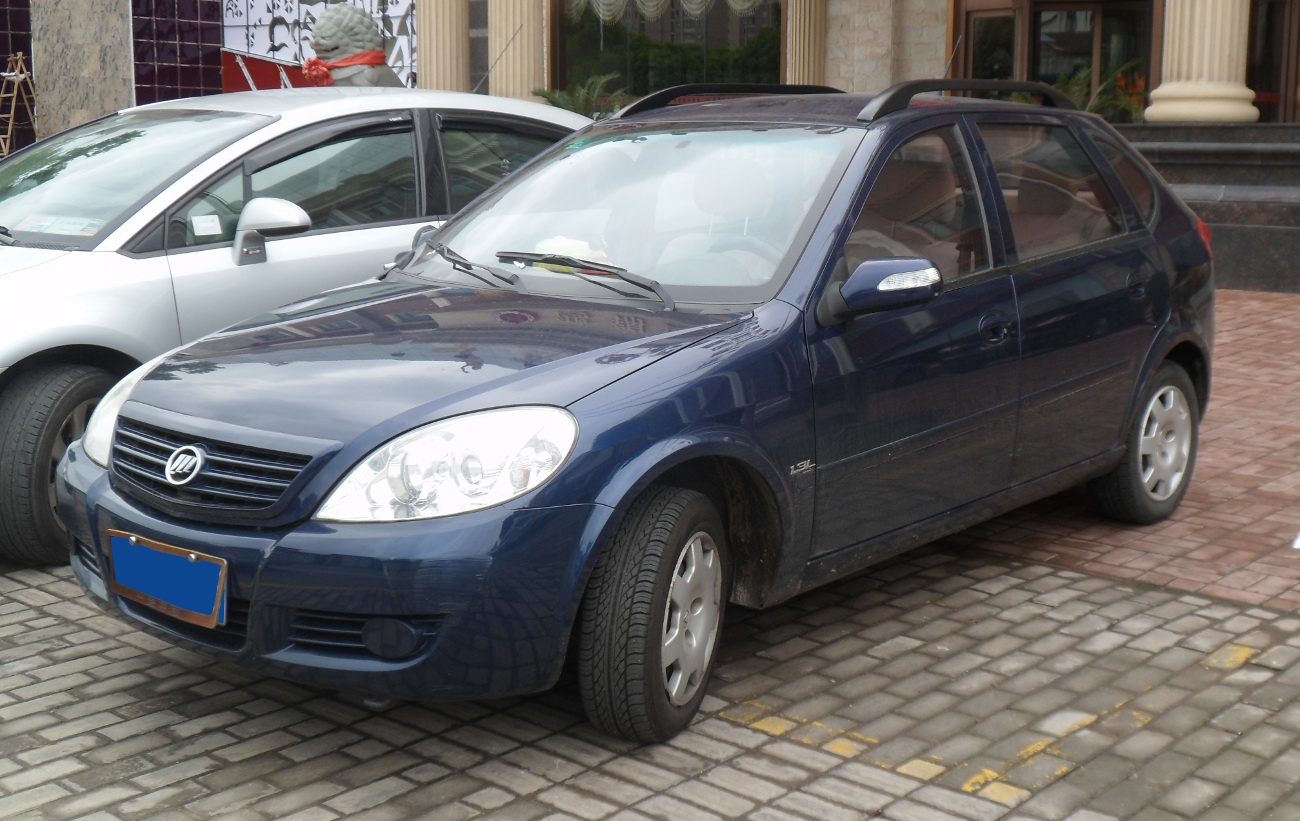
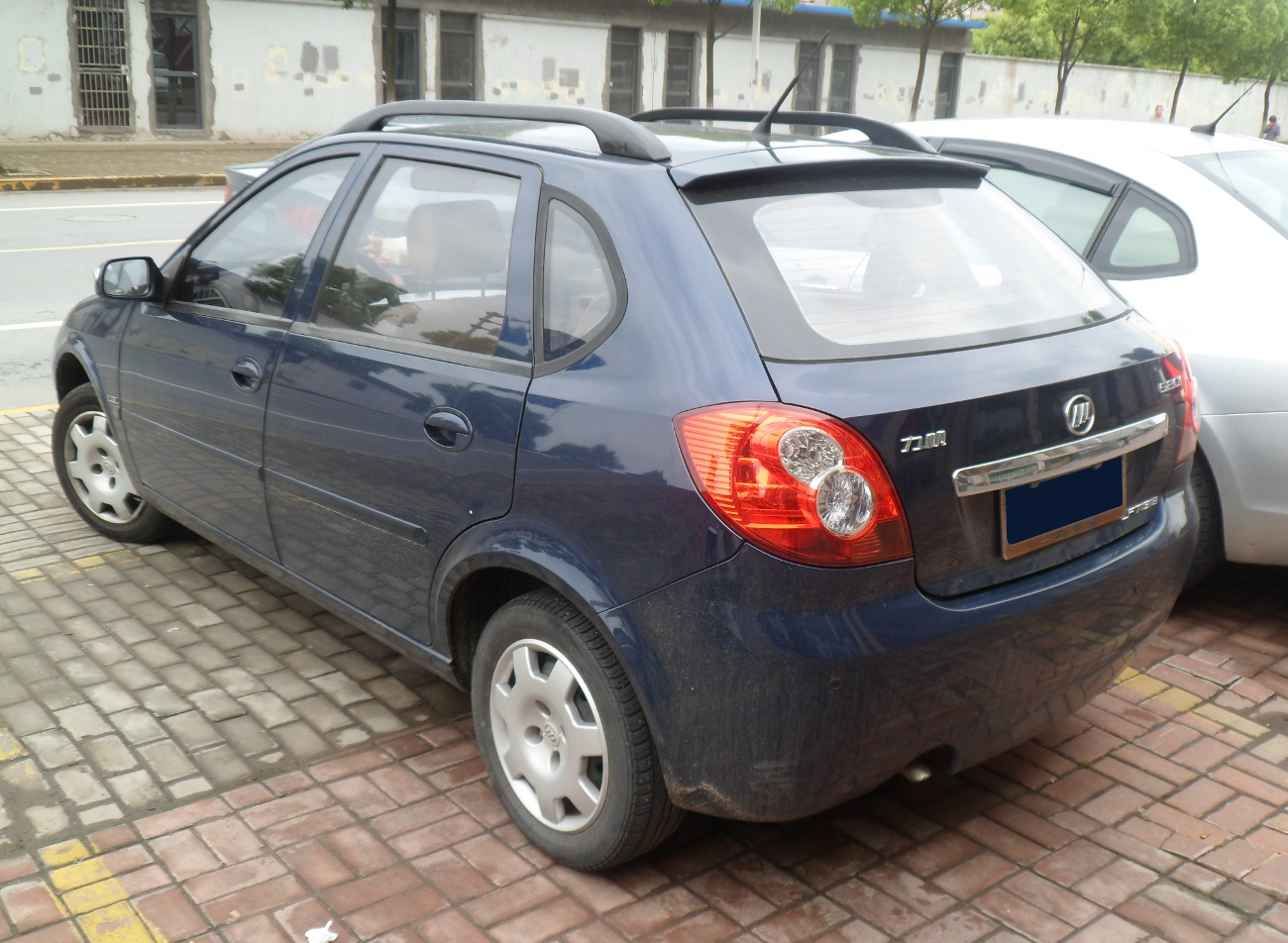
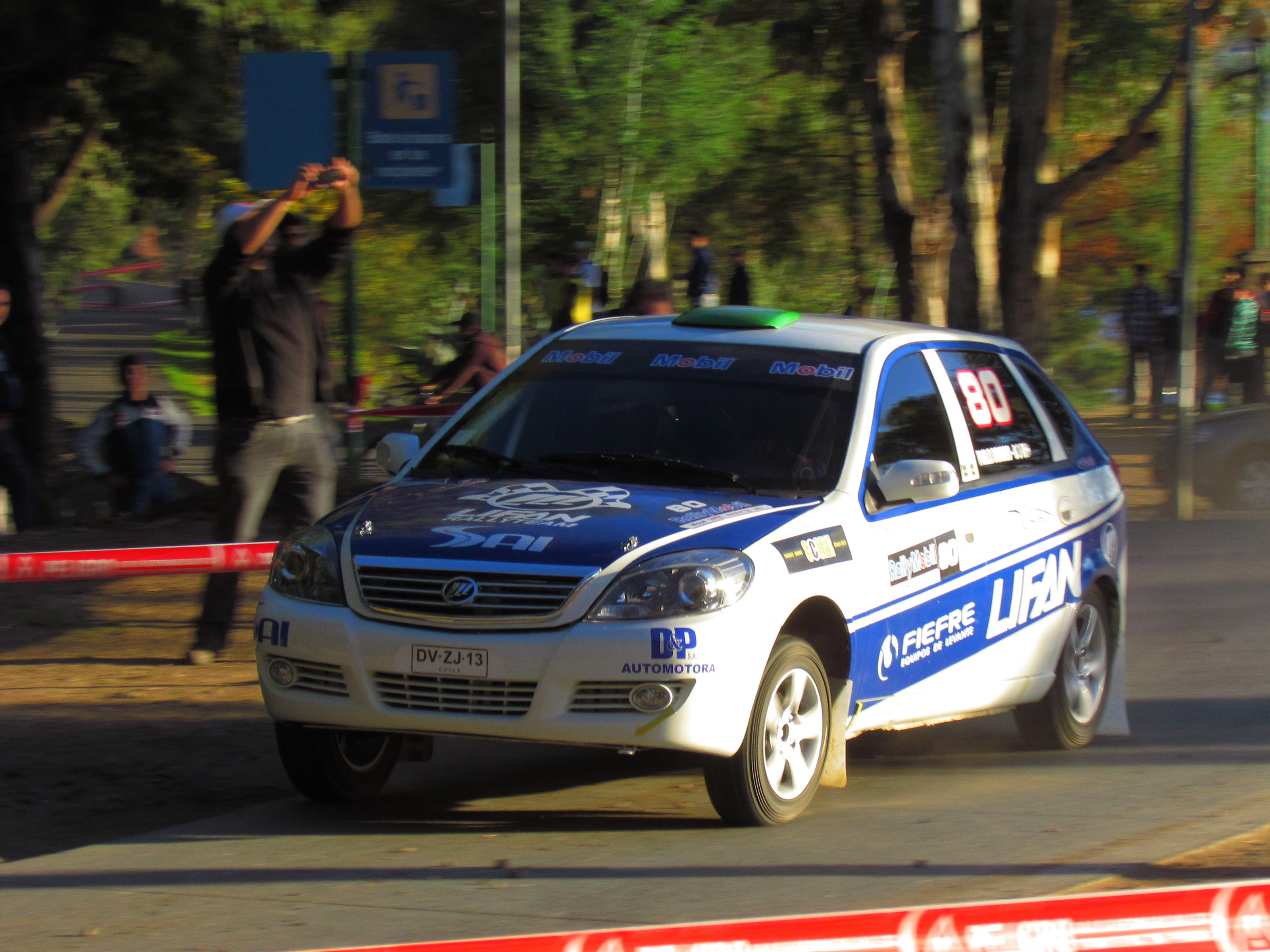
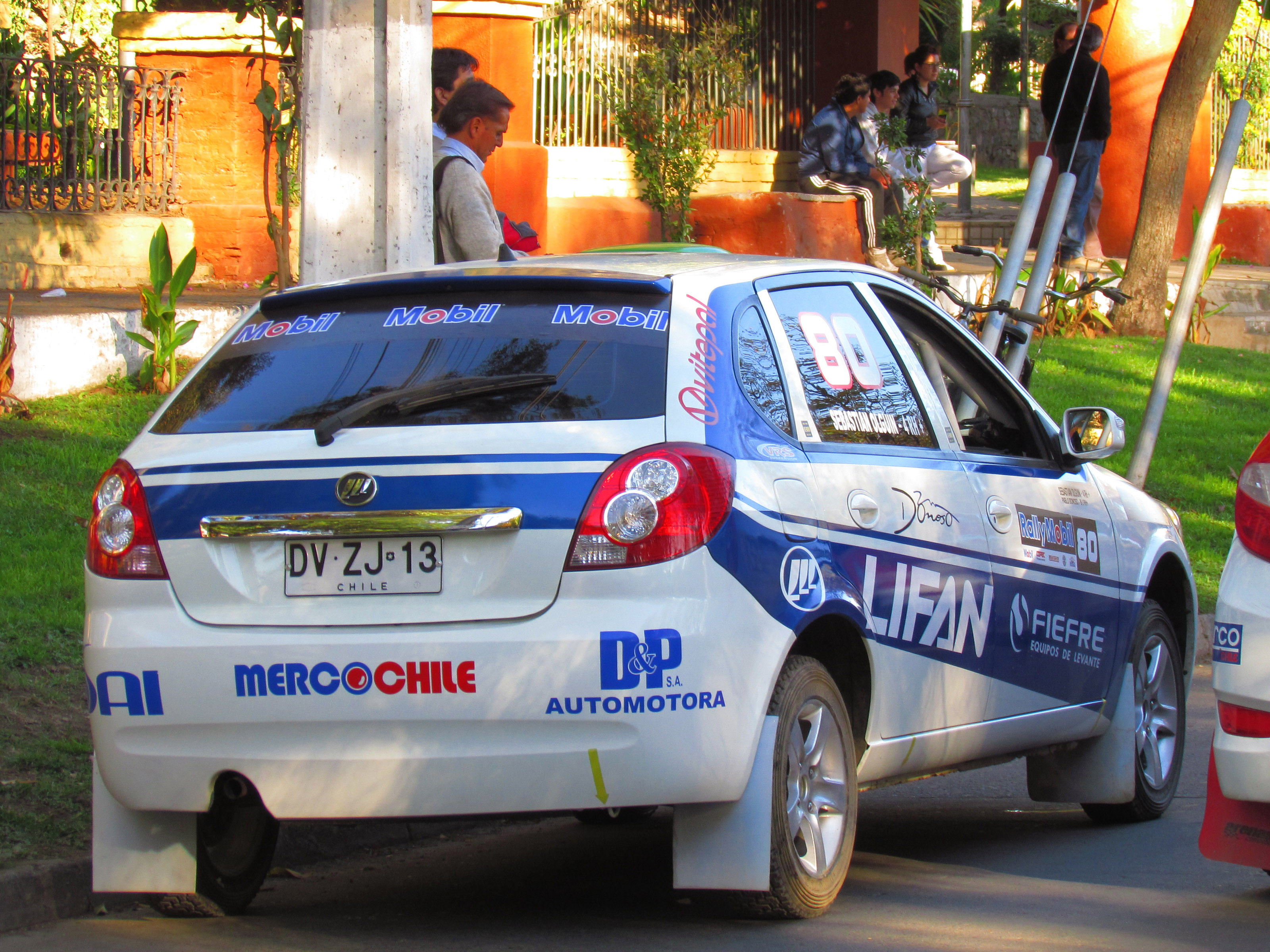
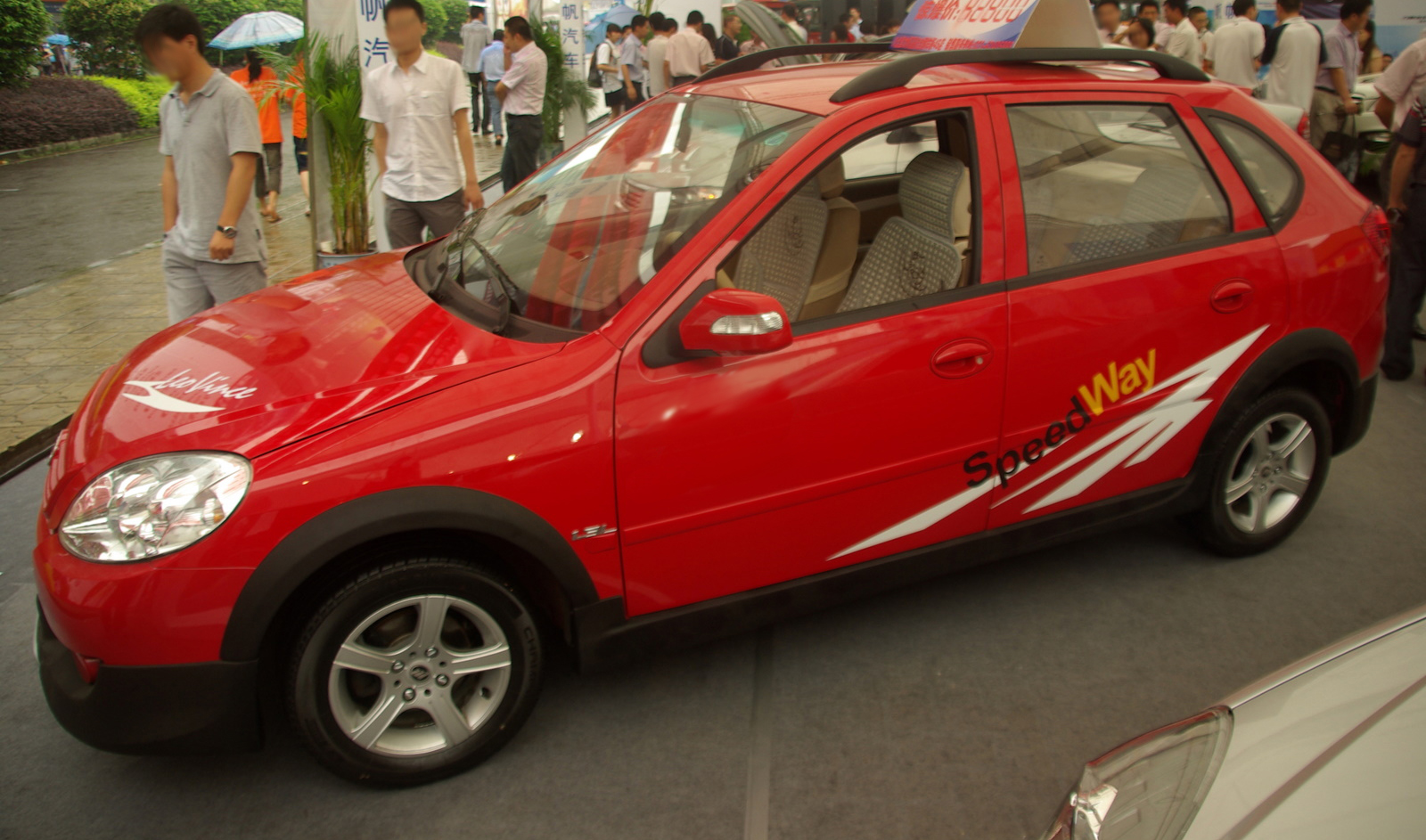